# Besëlidhja Lezha
Klubi Sportiv Besëlidhja Lezhë – albański klub piłkarski, mający siedzibę w mieście Lezha, w północno-zachodniej części kraju. Obecnie występuje w Kategoria e Dytë.

## Skład na sezon 2019/2020
| Nr | Poz. | Piłkarz           |
| -- | ---- | ----------------- |
| 3  | NA   | Xhulio Berisha    |
| 5  | OB   | Denis Miloti      |
| 6  | OB   | Klejdi Dibra      |
| 7  | NA   | Edmond Hoxha      |
| 10 | PO   | Samet Hepaj       |
| 17 | PO   | Ivan Jovanović    |
| 18 | NA   | Florjan Përgjoni  |
| 19 | OB   | Denis Balaj       |
| 20 | OB   | Patrik Fetaj      |
| 22 | OB   | Elvis Rrustemaj   |
| 27 | BR   | Đorđe Vukašinović |
|    | OB   | Milan Đorđević    |

| Nr | Poz. | Piłkarz          |
| -- | ---- | ---------------- |
|    | BR   | Fabiol Rexhepi   |
|    | NA   | Arsen Hajdari    |
|    | PO   | Aristotel Koleci |
|    | NA   | Eriol Merdini    |
|    | PO   | Ded Bushi        |
|    | OB   | Igli Moqi        |
|    | PO   | Dimitrije Čokić  |
|    | OB   | Samet Ruqi       |
|    | NA   | Armando Rica     |
|    | OB   | Arian Sheta      |
|    | BR   | Enio Marku       |